# 島田直也
島田 直也（しまだ なおや、1970年3月17日 - ）は、千葉県柏市出身の元プロ野球選手（投手）、野球指導者。常総学院高等学校職員。
常総学院高等学校硬式野球部の出身。2003年に現役を引退してからは、（独立リーグを含む）日本のプロ野球3球団でのコーチや監督などを経て、2020年7月26日から同部の監督を務めている。

## 来歴

### 現役時代
小学1年から野球を始め柏市立富勢中学時代はエースピッチャーであった。常総学院高時代は捕手、内野手、外野手と様々なポジションを経験した後に再び投手となる。1987年の甲子園に春・夏連続出場を果たし、春は常総学院初の甲子園出場も1回戦敗退、夏は決勝でPL学園高に敗れて準優勝投手となる。なお、この決勝戦で投げ合った、PL学園の野村弘とは後に横浜大洋ホエールズでチームメートとなっている。
1987年オフに、ドラフト外で日本ハムファイターズに入団。同期の芝草宇宙と共にSSコンビとして売り出される。
1989年10月8日に対近鉄バファローズ戦で一軍初登板を果たした。
1991年は二軍（イースタン・リーグ）で0勝10敗の成績に終わり、シーズン終了後に石川賢とのトレードで横浜大洋ホエールズへに移籍。
1992年8月23日の対中日ドラゴンズ戦で初勝利を記録。
1993年にはプロ初完封を記録した。
1994年には中継ぎ投手として飛躍し、シーズンでは50試合に登板して9勝（チーム最多勝タイ）を挙げた。
1995年も2年連続チーム最多かつ自己最多の10勝（初の2桁勝利）を記録した。なお、リリーフ投手で同じ選手が2年続けてチーム最多勝になることは稀である（1994年の先発投手最多勝は斎藤隆の9勝12敗、1995年の先発投手最多は斎藤隆が8勝9敗、三浦大輔が8勝8敗）。ちなみに、チームが1994年5月13日の対読売ジャイアンツ戦（横浜スタジアム）で達成した日本プロ野球公式戦タイ記録（当時）の9打席連続安打は、打席に立った島田の内野安打からスタート。打者一巡を経て2回目の打席に向かったものの、故障を回避すべくホームベースから遠く構えた末に、振り遅れの三振をあえて喫している。
1996年はチーム全体で風疹が流行して先発投手が不足する事態に陥ったため、久々に先発として起用されたが、シーズンでは不振に苦しんだ。
1997年は前年のセットアッパーの五十嵐英樹が怪我で開幕に間に合わず、代わりにセットアッパーとして起用され、自身初タイトルとなる最優秀中継ぎ投手を受賞。
1998年には中継ぎ投手のエース格として横浜の38年ぶりのセ・リーグ優勝および日本一に貢献。
1999年にはオールスター初出場を果たした（シーズンは不調であったが1997年、1998年のチームを支えたことを評価していたこの年のオールスター監督の権藤博が、監督推薦で島田を指名した）。
2000年のシーズン終了後に自由契約となり、ヤクルトスワローズへ移籍。
2001年は中継ぎの1人としてヤクルトの優勝・日本一に貢献した。
2002年シーズン終了後に自由契約となり、大阪近鉄バファローズへ移籍。
2003年は一軍でわずか3試合の登板に終わり、同シーズン限りで現役を引退した。

### 現役引退後
2004年から古巣の日本ハムに打撃投手として復帰した後に、2007年から2010年まで、BCリーグ・信濃グランセローズの投手コーチを務めた。
2011年に四国アイランドリーグplus（四国IL）・徳島インディゴソックスの投手コーチに就任。
2012年から監督に就任すると、2年目の2013年には、後期優勝を経てチームを2年振りの年間総合優勝に導いた。同リーグの球団において、NPBの指導者経験のない監督が年間総合優勝を達成した事例は、前任の斉藤浩行に次いで2人目である。
2014年には、リーグ史上2チーム目の前後期優勝によって3連覇を達成。2年連続の年間総合優勝、リーグ2チーム目の前後期完全優勝も成し遂げたほか、BCリーグを制した群馬ダイヤモンドペガサスとのグランドチャンピオンシップにも勝利した。さらに、「ソフトバンク杯」（四国ILの公式戦の一環として実施されているソフトバンク3軍との交流戦）でも2連覇を達成。リーグの前後期および年間総合優勝、グランドチャンピオンシップを制した球団が、ソフトバンク杯でも優勝した事例は初めてであった。
2016年・2017年に、古巣の横浜DeNAベイスターズで二軍投手コーチを歴任。コーチを退任した後も、野球振興部・スクール事業部の契約職員として2019年シーズンまでDeNAに在籍したほか、同年のNPB12球団ジュニアトーナメントでDeNAジュニアチームのコーチを務めた。
2020年3月16日に日本学生野球協会から学生野球資格回復の適性を認定されたことによって、同協会に加盟する高校・大学の野球部での指導が可能になったため、同月20日から母校の常総学院高校硬式野球部に投手コーチとして復帰。4月1日付で、同校の職員にも採用された。チームが「2020年夏季茨城県高校野球大会」（新型コロナウイルスへの感染拡大の影響で中止された第102回全国高等学校野球選手権茨城大会の代替大会）の3回戦で敗れた翌日（7月26日）から監督へ昇格。監督としての初陣は、芝草宇宙が監督を務める帝京長岡高等学校硬式野球部との練習試合であった（8月9日に常総学院高校のグラウンドで開催）。同年秋からの新チームは、秋季関東大会での準優勝を経て、翌2021年開催の第93回選抜高等学校野球大会1回戦（3月24日）で敦賀気比高等学校と対戦。先攻で臨みながらも延長12回裏までに決着が付かなかったため、選抜大会史上初めて13回の攻撃からタイブレークを適用された末に、9対5というスコアで甲子園球場における初陣を飾った。

## 詳細情報

### 年度別投手成績
| 年 度      | 球 団      | 登 板 | 先 発 | 完 投 | 完 封 | 無 四 球 | 勝 利 | 敗 戦 | セ 丨 ブ | ホ 丨 ル ド | 勝 率 | 打 者 | 投 球 回 | 被 安 打 | 被 本 塁 打 | 与 四 球 | 敬 遠 | 与 死 球 | 奪 三 振 | 暴 投 | ボ 丨 ク | 失 点 | 自 責 点 | 防 御 率 | W H I P |
| ---------- | ---------- | ----- | ----- | ----- | ----- | -------- | ----- | ----- | -------- | ----------- | ----- | ----- | -------- | -------- | ----------- | -------- | ----- | -------- | -------- | ----- | -------- | ----- | -------- | -------- | ------- |
| 1989       | 日本ハム   | 1     | 0     | 0     | 0     | 0        | 0     | 0     | 0        | --          | ----  | 1     | 0.1      | 0        | 0           | 0        | 0     | 0        | 1        | 0     | 0        | 0     | 0        | 0.00     | 0.00    |
| 1990       | 日本ハム   | 20    | 2     | 0     | 0     | 0        | 0     | 1     | 0        | --          | .000  | 190   | 39.2     | 50       | 6           | 23       | 3     | 4        | 23       | 1     | 0        | 34    | 25       | 5.67     | 1.84    |
| 1992       | 大洋 横浜  | 14    | 5     | 1     | 0     | 0        | 2     | 2     | 0        | --          | .500  | 202   | 46.0     | 45       | 4           | 23       | 4     | 1        | 28       | 1     | 0        | 25    | 23       | 4.50     | 1.48    |
| 1993       | 大洋 横浜  | 16    | 8     | 1     | 1     | 0        | 3     | 4     | 0        | --          | .429  | 270   | 60.2     | 67       | 1           | 25       | 1     | 1        | 40       | 4     | 0        | 27    | 18       | 2.67     | 1.52    |
| 1994       | 大洋 横浜  | 50    | 2     | 0     | 0     | 0        | 9     | 9     | 3        | --          | .500  | 491   | 116.2    | 122      | 9           | 31       | 2     | 4        | 68       | 4     | 1        | 53    | 50       | 3.86     | 1.31    |
| 1995       | 大洋 横浜  | 46    | 0     | 0     | 0     | 0        | 10    | 4     | 0        | --          | .714  | 322   | 75.2     | 82       | 10          | 23       | 3     | 2        | 51       | 3     | 0        | 34    | 30       | 3.57     | 1.39    |
| 1996       | 大洋 横浜  | 38    | 3     | 0     | 0     | 0        | 3     | 3     | 0        | --          | .500  | 300   | 65.1     | 82       | 6           | 32       | 3     | 2        | 48       | 3     | 0        | 34    | 28       | 3.86     | 1.74    |
| 1997       | 大洋 横浜  | 60    | 0     | 0     | 0     | 0        | 5     | 7     | 1        | --          | .417  | 350   | 84.2     | 83       | 5           | 23       | 2     | 2        | 55       | 1     | 0        | 26    | 24       | 2.55     | 1.25    |
| 1998       | 大洋 横浜  | 54    | 0     | 0     | 0     | 0        | 6     | 2     | 1        | --          | .750  | 262   | 61.0     | 59       | 5           | 24       | 2     | 5        | 33       | 0     | 0        | 18    | 16       | 2.36     | 1.36    |
| 1999       | 大洋 横浜  | 39    | 0     | 0     | 0     | 0        | 0     | 4     | 4        | --          | .000  | 198   | 42.0     | 55       | 7           | 15       | 3     | 1        | 32       | 5     | 0        | 29    | 25       | 5.36     | 1.67    |
| 2000       | 大洋 横浜  | 21    | 0     | 0     | 0     | 0        | 1     | 0     | 0        | --          | 1.000 | 96    | 23.0     | 23       | 3           | 9        | 0     | 1        | 10       | 1     | 1        | 12    | 12       | 4.70     | 1.39    |
| 2001       | ヤクルト   | 53    | 0     | 0     | 0     | 0        | 0     | 2     | 0        | --          | .000  | 198   | 46.1     | 45       | 5           | 18       | 2     | 4        | 26       | 0     | 0        | 18    | 15       | 2.91     | 1.36    |
| 2002       | ヤクルト   | 4     | 0     | 0     | 0     | 0        | 0     | 0     | 0        | --          | ----  | 13    | 2.2      | 4        | 0           | 1        | 0     | 0        | 2        | 0     | 0        | 3     | 3        | 10.13    | 1.88    |
| 2003       | 近鉄       | 3     | 0     | 0     | 0     | 0        | 0     | 0     | 0        | --          | ----  | 13    | 1.2      | 6        | 2           | 2        | 0     | 0        | 0        | 0     | 0        | 4     | 4        | 21.6     | 4.80    |
| 通算：14年 | 通算：14年 | 419   | 20    | 2     | 1     | 0        | 39    | 38    | 9        | --          | .506  | 2906  | 665.2    | 723      | 63          | 249      | 25    | 27       | 417      | 23    | 2        | 317   | 273      | 3.69     | 1.46    |

- 大洋（横浜大洋ホエールズ）は、1993年に横浜（横浜ベイスターズ）に球団名を変更

### タイトル
- 最優秀中継ぎ投手：1回 （1997年）

### 記録
初記録
- 初登板：1989年10月8日、対近鉄バファローズ26回戦（藤井寺球場）、8回裏2死に3番手で救援登板・完了、1/3回無失点
- 初奪三振：同上、8回裏にハーマン・リベラから
- 初先発：1990年4月28日、対福岡ダイエーホークス4回戦（東京ドーム）、5回2失点
- 初勝利・初先発勝利：1992年8月23日、対中日ドラゴンズ20回戦（横浜スタジアム）、7回2失点
- 初完投勝利：1992年9月23日、対中日ドラゴンズ25回戦（ナゴヤ球場）、9回4失点
- 初完封勝利：1993年6月5日、対中日ドラゴンズ8回戦（ナゴヤ球場）
- 初セーブ：1994年5月25日、対ヤクルトスワローズ8回戦（明治神宮野球場）、6回裏に2番手で救援登板・完了、4回無失点

その他
- オールスターゲーム出場：1回 （1999年）

### 背番号
- 47 （1988年 - 1991年）
- 48 （1992年 - 2000年）
- 12 （2001年 - 2002年）
- 30 （2003年）
- 68 （2004年 - 2005年）
- 91 （2006年）
- 19 （2007年 - 2010年）
- 77 （2011年 - 2014年）
- 81 （2015年）
- 84 （2016年 - 2017年）